# Erannis aerugaria
Erannis aerugaria là một loài bướm đêm trong họ Geometridae.